# Elaver crocota
Elaver crocota là một loài nhện trong họ Clubionidae.
Loài này thuộc chi Elaver. Elaver crocota được Octavius Pickard-Cambridge miêu tả năm 1896.